# Vilkaviškis
Vilkaviškis är en stad i Marijampolė län i Litauen, som hade 10 814 invånare år 2015. Den är huvudort i kommunen Vilkaviškis.
Staden ligger vid floden Šeimena, 25 kilometer nordväst om Marijampolė och har fått sitt namn efter floden Vilkauja, som är ett biflöde till Šeimena. Stadens ursprungliga namn var Vilkaujiškis, men det ändrades  senare till Vilkaviškis som är lättare att uttala.

## Historia
Vilkaviškis hade före första världskriget en stor judisk befolkning och år 1939 var 45 % av stadens invånare  av judisk börd. År 1941 dödades stora delar av den judiska befolkningen vid flera massavrättningar utförda av tyska aktionsgrupper och specialenheter av 
Schutzstaffel och litauiska medhjälpare.
Under juli månad dödades upp till 600 judar och omkring 60 litauiska kommunister och i november samma år dödades ytterligare 115 judar. I början av 1942 dödades ett dussin av de sista judarna som fortfarande levde i staden. 
Ett minnesmärke har uppförts på platsen för massakern.

## Bildgalleri

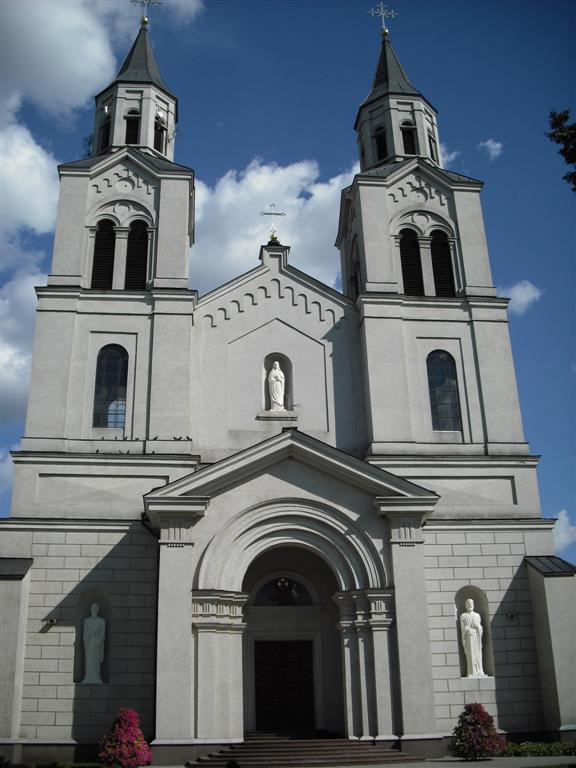
Den katolska kyrkan i Vilkaviškis
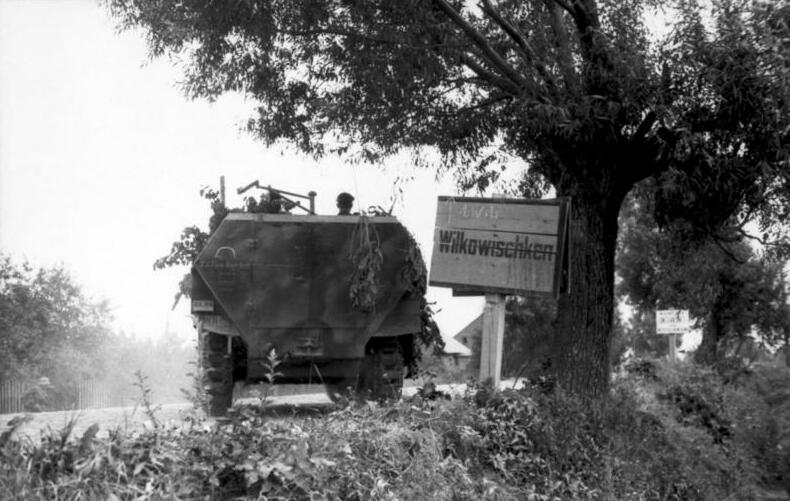
Tysk militär i Vilkaviškis under andra världskriget